# 1422
El 1422 (MCDXXII) fou un any comú començat en dijous de les darreries de l'edat mitjana.

## Esdeveniments
Països Catalans
Resta del món
- Enric VI d'Anglaterra puja al tron.
- Setge de Constantinoble (1422).[1]
- Construcció del Culham Bridge a Anglaterra.
- Inici del regnat de Shihab al-Din Ahmad I.

## Naixements
Països Catalans
Resta del món
- Babur ibn Baysunkur, soldà.
- Federico da Montefeltro.

## Necrològiques
Països Catalans
- 24 d'agost, Vallbona de les Monges: Violant de Perellós, abadessa de Santa Maria de Vallbona.[2]

Resta del món
- 31 d'agost - Castell de Vincennes, Vincennes, França - Enric V d'Anglaterra, rei d'Anglaterra des del 1413 fins al 1422 (n. 1386).
- 21 d'octubre - París, França - Carles VI de França.